# Cofradía de la Santa Vera Cruz y Confalón
La Cofradía de la Santa Vera Cruz y Confalón es una cofradía católica de la ciudad de Astorga, España. Aunque no se conserva la fecha exacta de su fundación, el documento más antiguo data de 1475. Tiene su sede en la Capilla de la Santa Vera Cruz.

## Historia
Se desconoce la fecha de su fundación pero el documento más antiguo de su archivo es de 1475. Su origen estaría relacionado con la veneración de los franciscanos por la Santa Cruz, y aunque quizás en el siglo XIII ya estuviera conformada, en relación con el convento franciscano de la ciudad —de hecho, su capilla siempre estuvo adyacente al templo franciscano—, las primeras ordenanzas conservadas son de 1568. Desde 1612 se documenta la celebración del Santo Entierro, con la representación del Desenclavo.
A principios del siglo XX, con la reorganización de la Semana Santa astorgana y la creación de la Junta Profomento, la cofradía sufre un proceso de renovación. Se estableció que el Jueves Santo saliese la Procesión de los Pasos, que se mantuvo hasta 1963, y el Viernes Santo la del Santo Entierro; la celebración del acto del Desenclavo se interrumpió, no celebrándose hasta 1989.
En los años 1980-1990 se produjo un nuevo resurgimiento; así, en 1982 salió por primera vez la procesión del Resucitado el Domingo de Pascua, se instauró la Procesión Penitencial de la madrugada del Viernes Santo, y en 1992 se realizó por primera vez el traslado del Jesús Flagelado desde Piedralba. En 1999 se hermanó con la Cofradía del Santo Cristo del Desenclavo de León.
Tiene como Hermanos Mayores Honorarios al Grupo Folklórico Maragato y al Regimiento de Artillería  Lanzacohetes de Campaña Nº 62 (RALCA Nº 62), y celebra su fiesta el 1 de mayo.

## Emblema

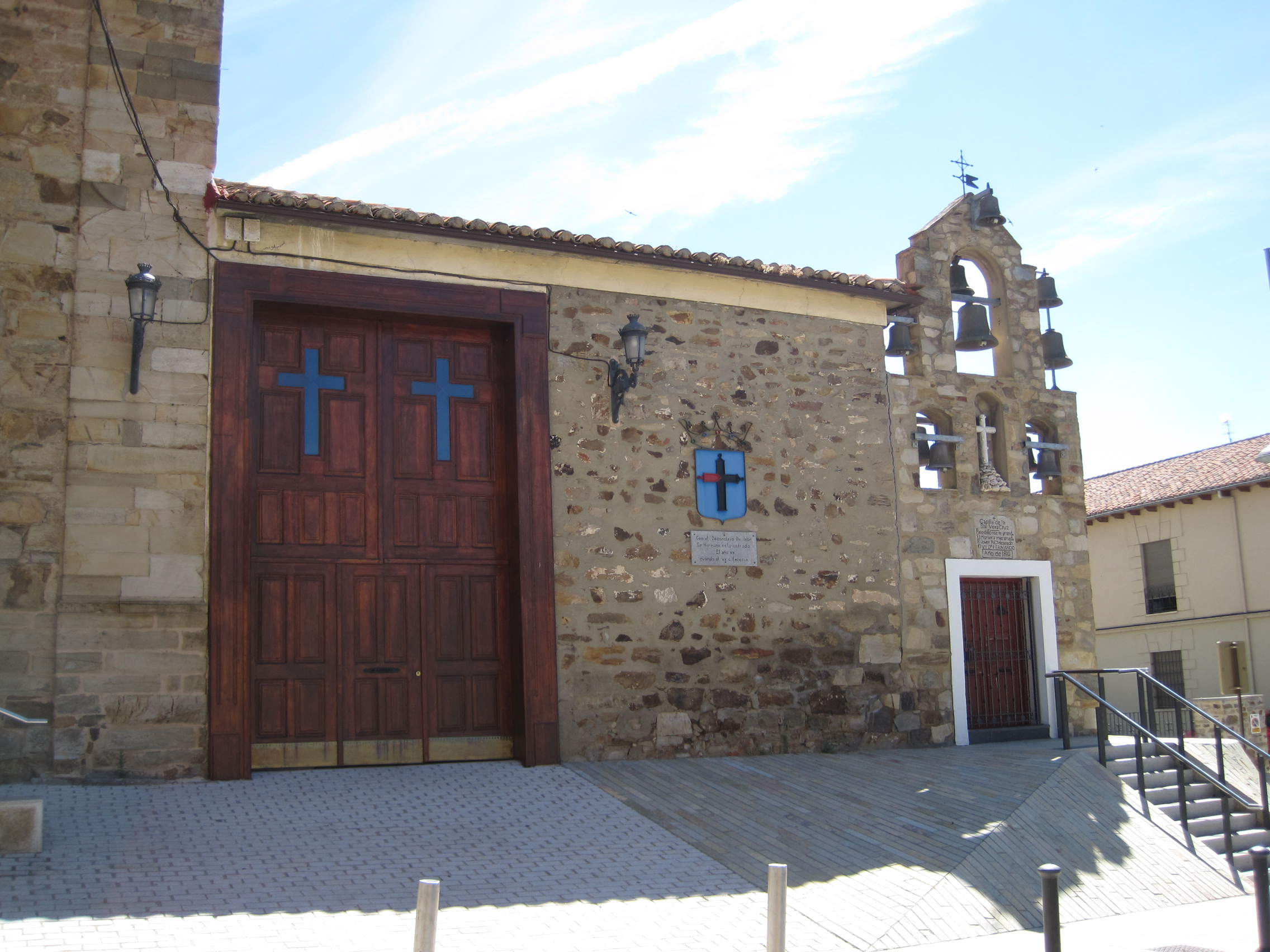
Capilla de la Santa Vera Cruz

El emblema está constituido por una cruz negra con el brazo derecho rojo, todo sobre fondo azul, inserto en un escudo ribeteado de oro y timbrado con corona de marqués.

## Indumentaria
El hábito se compone de una túnica morada, cíngulo dorado, escapulario negro y verdugo morado. Este se sustituye por capucha monacal en la Procesión Penitencial. Se complementa con camisa blanca, corbata, guantes y zapatos negros, y pantalón oscuro.

## Actos y procesiones
La cofradía participa en las siguientes procesiones:
- Domingo de Ramos: Llamada de braceros. El Corredor de la cofradía, junto con varios cofrades, recorre la ciudad llamando y avisando a los hermanos cofrades del inicio de la Semana Santa.
- Domingo de Ramos: Traslado de Jesús atado a la columna. Institucionalizado en 1992, el pueblo de Piedralba acompaña a su imagen hasta Astorga portando antorchas que iluminan el camino en la noche.

- Martes Santo: Vía crucis organizado por la Junta Profomento de la Semana Santa. Las distintas cofradías se concentran en el centro de la ciudad para ir en procesión conjunta hasta la Catedral, donde se celebra el vía crucis. La cofradía procesiona el paso de Jesús atado a la columna, acompañado por los vecinos del pueblo de Piedralba.
- Viernes Santo: Procesión Penitencial. Tras un voto de silencio, recorren la muralla hasta la capilla de San Esteban, donde tiene lugar el Enclavamiento del Cristo Yacente.
- Viernes Santo: Procesión del Santo Entierro. La cofradía sale con los pasos de Cristo Crucificado, Cristo Yacente, Urna para el Cristo Yacente, Cruz Dorada, Nuestra Señora de la Soledad, San Juan Evangelista, Lágrimas de San Pedro, Descendimiento y Virgen de la Piedad. Durante la misma tiene lugar el acto del Desenclavo en la plaza Mayor; en este, las imágenes de San Juan Evangelista y Nuestra Señora de la Soledad se colocan a ambos lados del Cristo, a modo de calvario, mientras los cofrades desenclavan la imagen de Cristo y la depositan en la urna.
- Domingo de Resurrección: Procesión del Resucitado. La cofradía sale con la imagen de Cristo Resucitado y la Urna vacía. Al finalizar la liturgia pascual en la catedral, en el atrio de esta tiene lugar el encuentro del Resucitado con la Virgen del Amor Hermoso, que sale de la iglesia de Santa Marta.

## Pasos
La cofradía procesiona los siguientes pasos:
- Cristo Crucificado: obra de un anónimo astorgano del siglo XVI (hacia 1560), está realizado en madera policromada. Es pujado por 48 braceros.
- Cristo atado a la columna: obra de la escuela astorgana fechada en la segunda mitad del siglo XVI. Realizada en madera policromada, la cabeza y la policromía se renovaron en el siglo XVIII.
- Cristo Yacente: obra de Gregorio Español del siglo XVII, hacia 1613. Está realizada en madera policromada, con articulaciones de cuero, lo que permite el tradicional acto del desenclavo.
- Cristo Resucitado: obra de Gregorio Español, del primer tercio del siglo XVII, está realizado en madera policromada. Perteneció a la iglesia de San Julián y es propiedad del Museo de los Caminos. Es pujado por 48 braceros. Junto con la Virgen del Amor Hermoso, de la parroquia de Santa Marta, participa en el encuentro del Domingo de Resurrección.

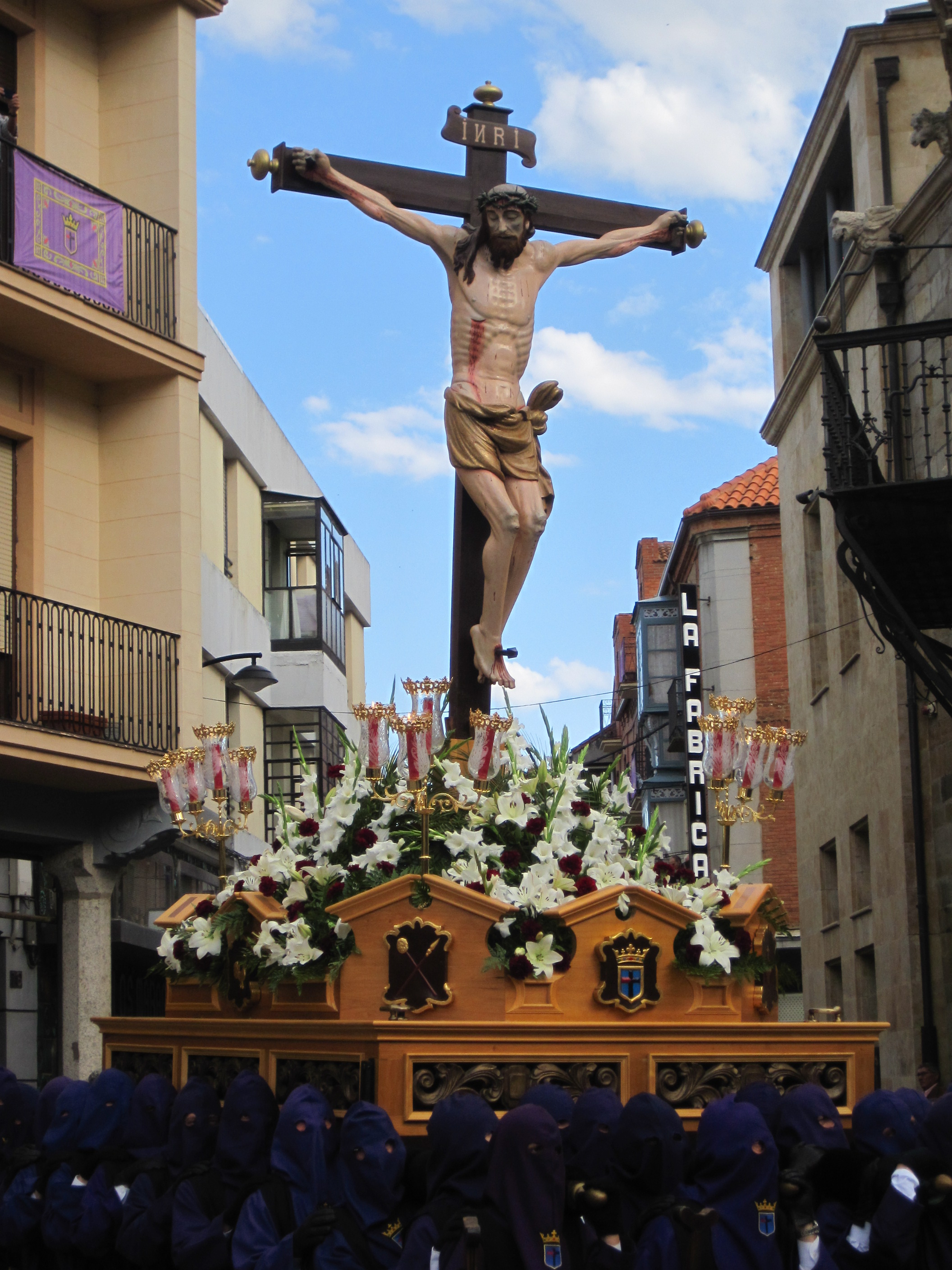
Cristo Crucificado
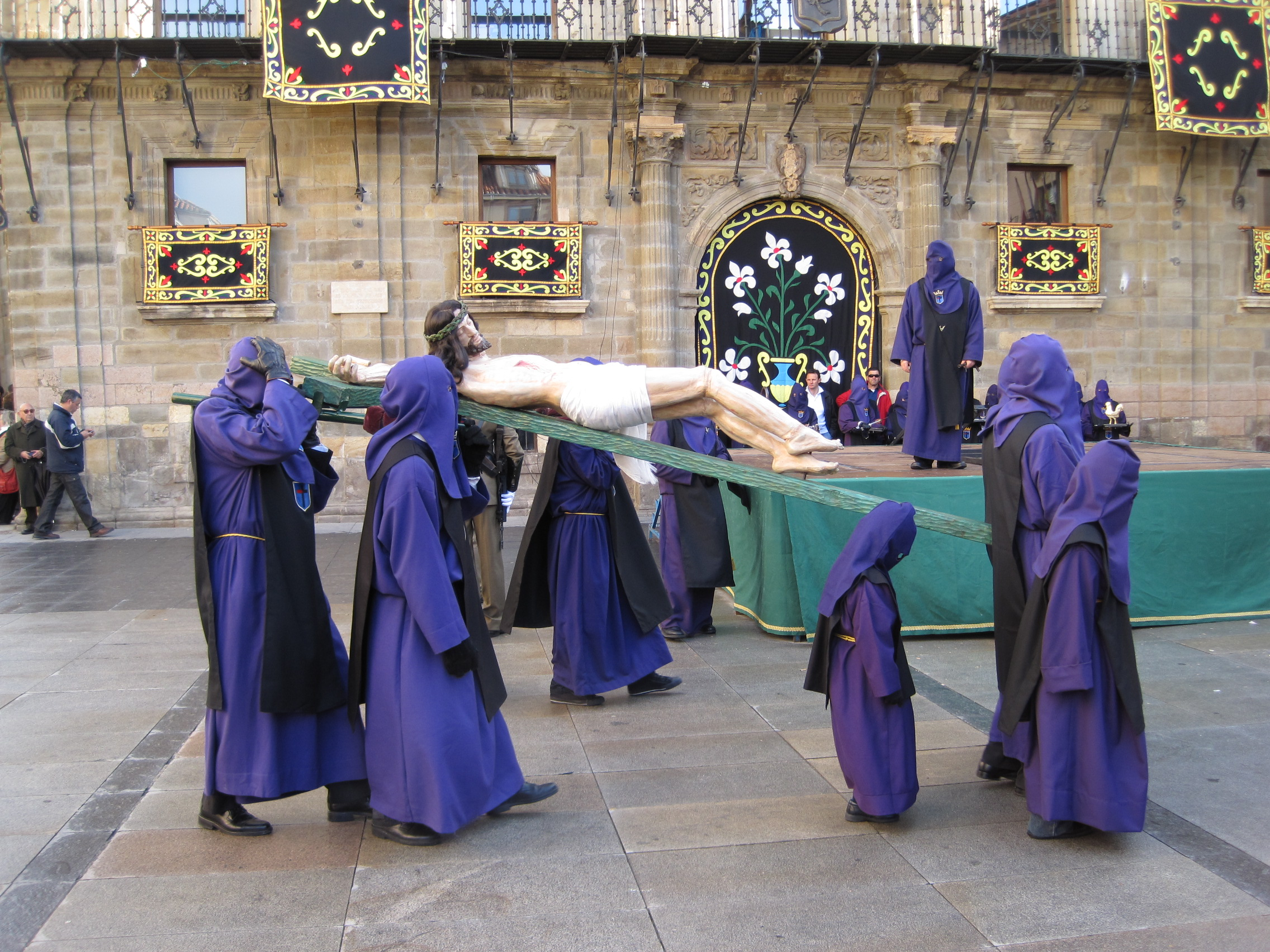
Cristo Yacente
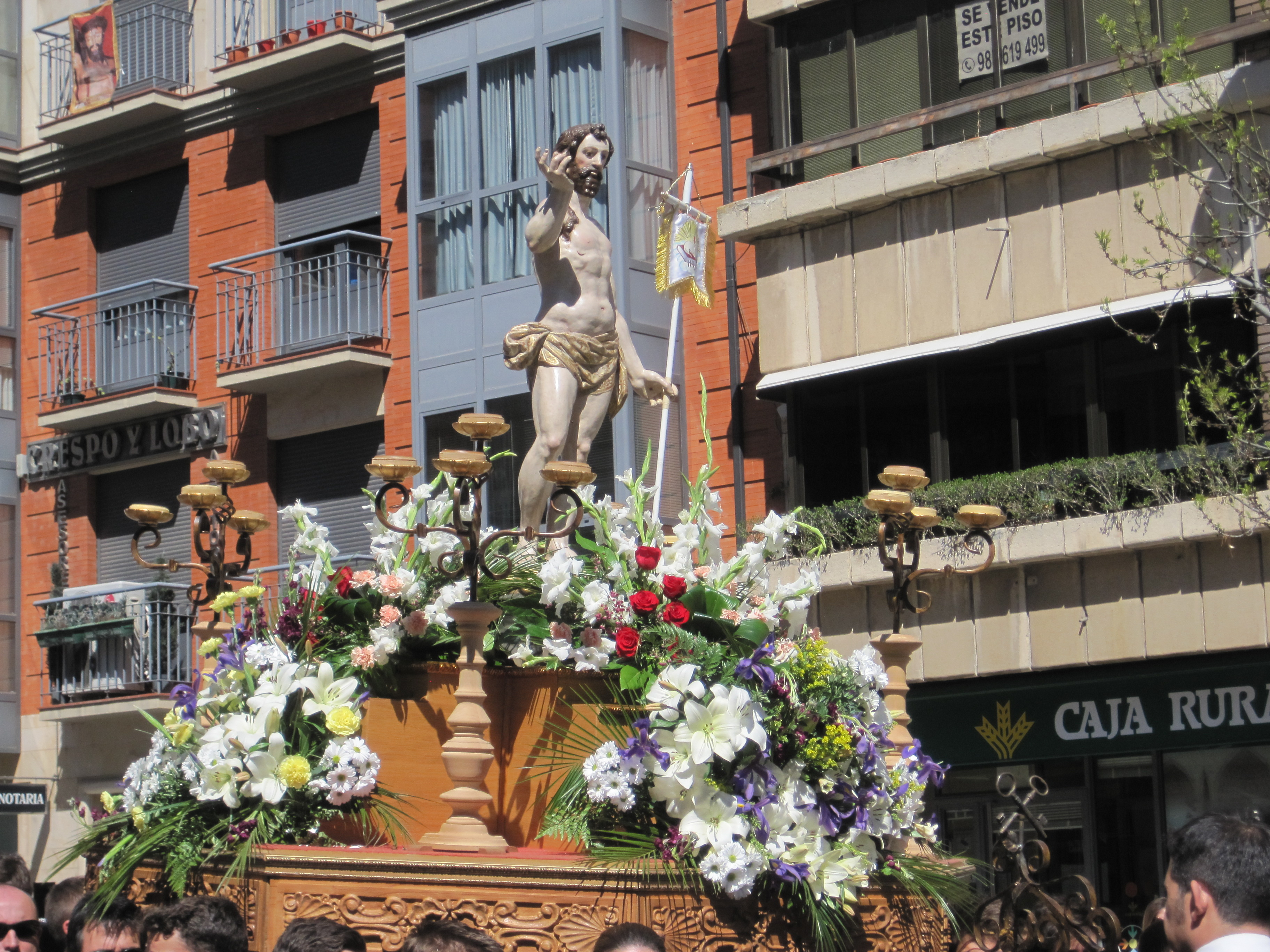
Cristo Resucitado
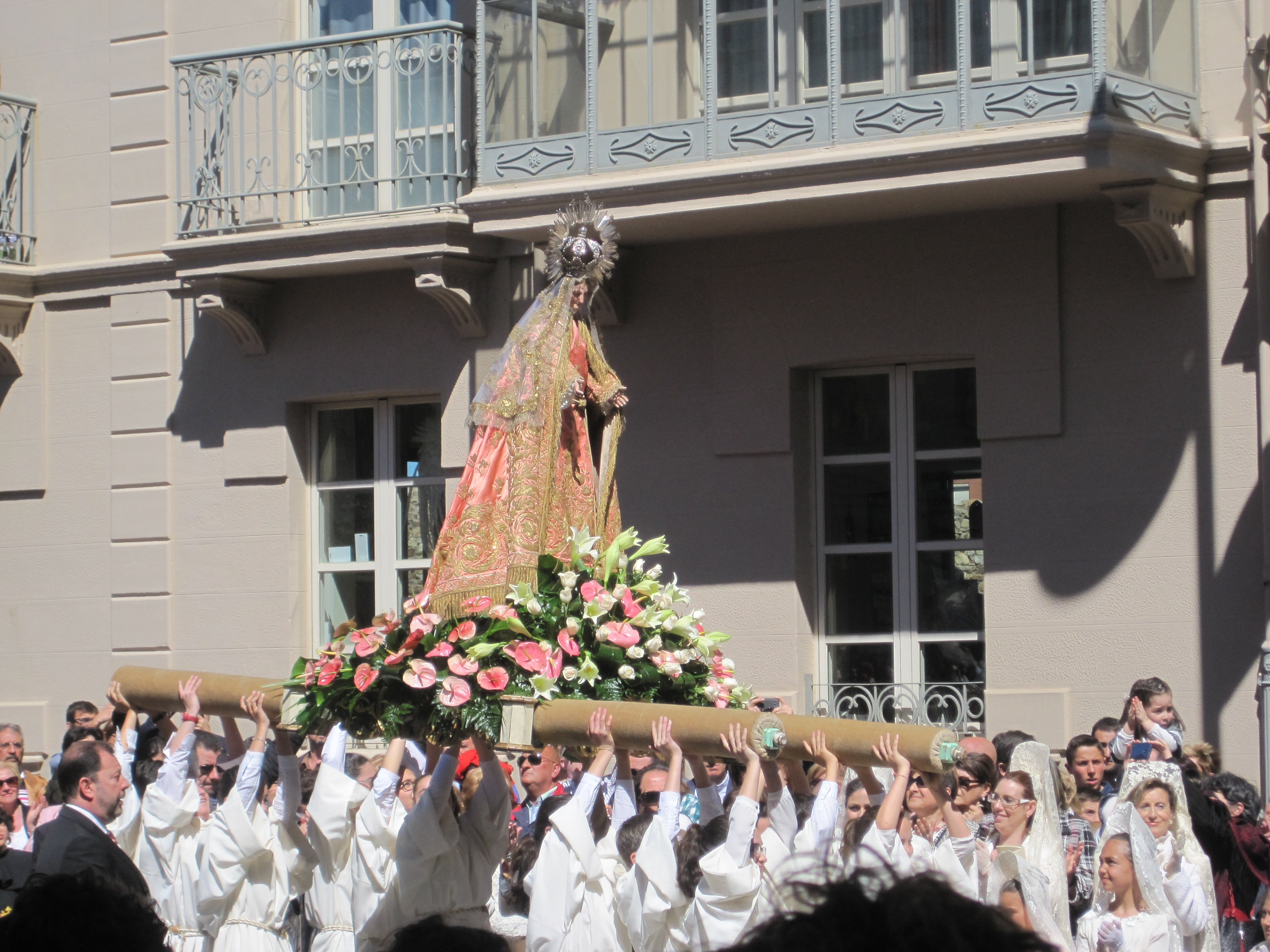
Virgen del Amor Hermoso

- Jesús Flagelado: obra de Pedro del Valle, hacia 1665, pertenece a la parroquia de Piedralba. Es pujado por 30 braceros.
- Urna para el Cristo Yacente: obra de Joaquín García de 1764, fue dorada por Manuel García. Es pujado por 70 braceros.
- Cruz Dorada: obra de Mateo Núñez de 1789, está realizada en madera dorada y policromada. Está cubierta por un templete y a sus pies presenta un relicario moderno con el lignum crucis. Es pujado por 30 braceros.
- Nuestra Señora de la Soledad: obra de Francisco Gómara, de 1909, se trata de una imagen de bastidor realizada en madera policromada.

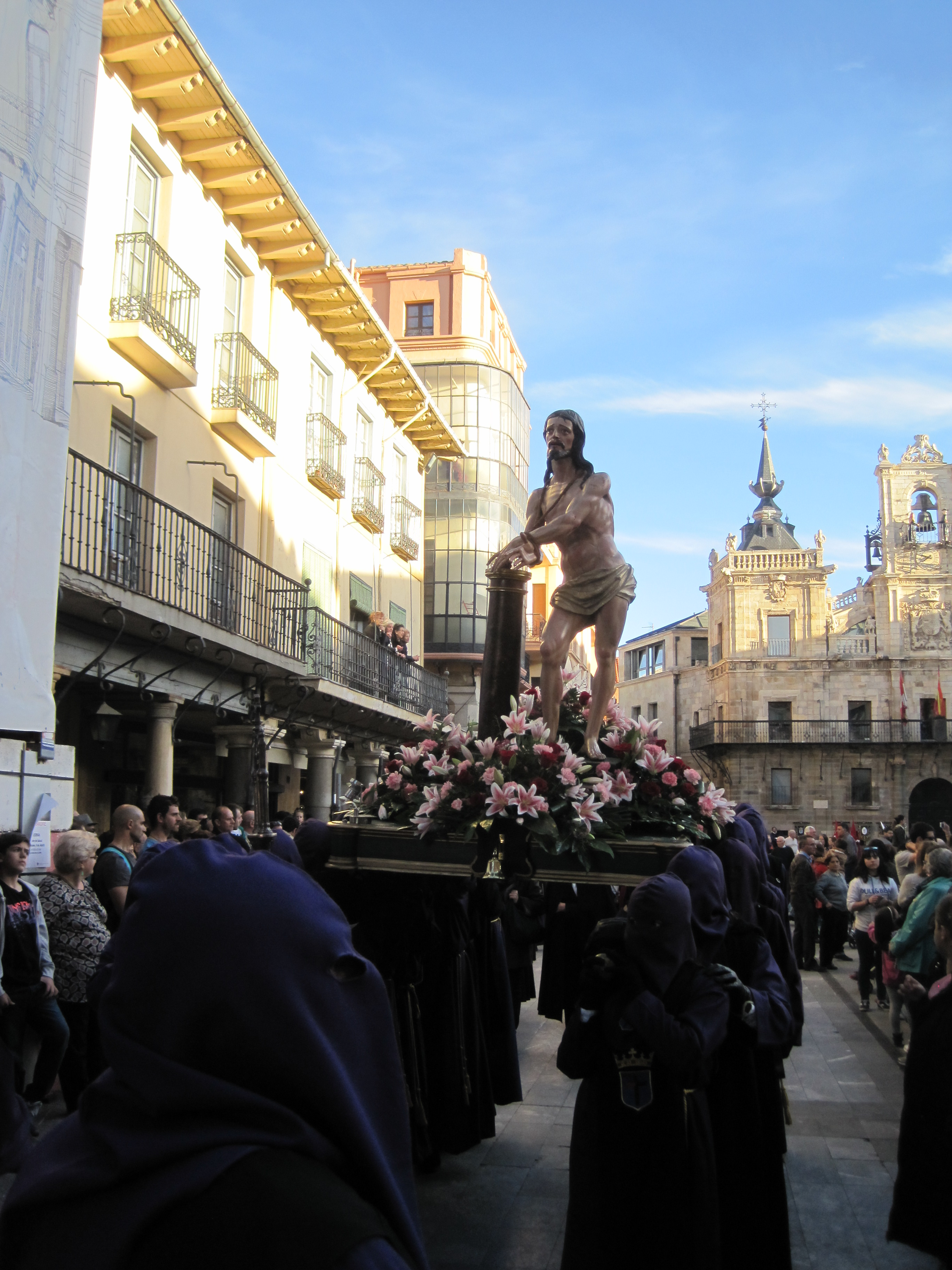
Jesús Flagelado (Ecce Homo)
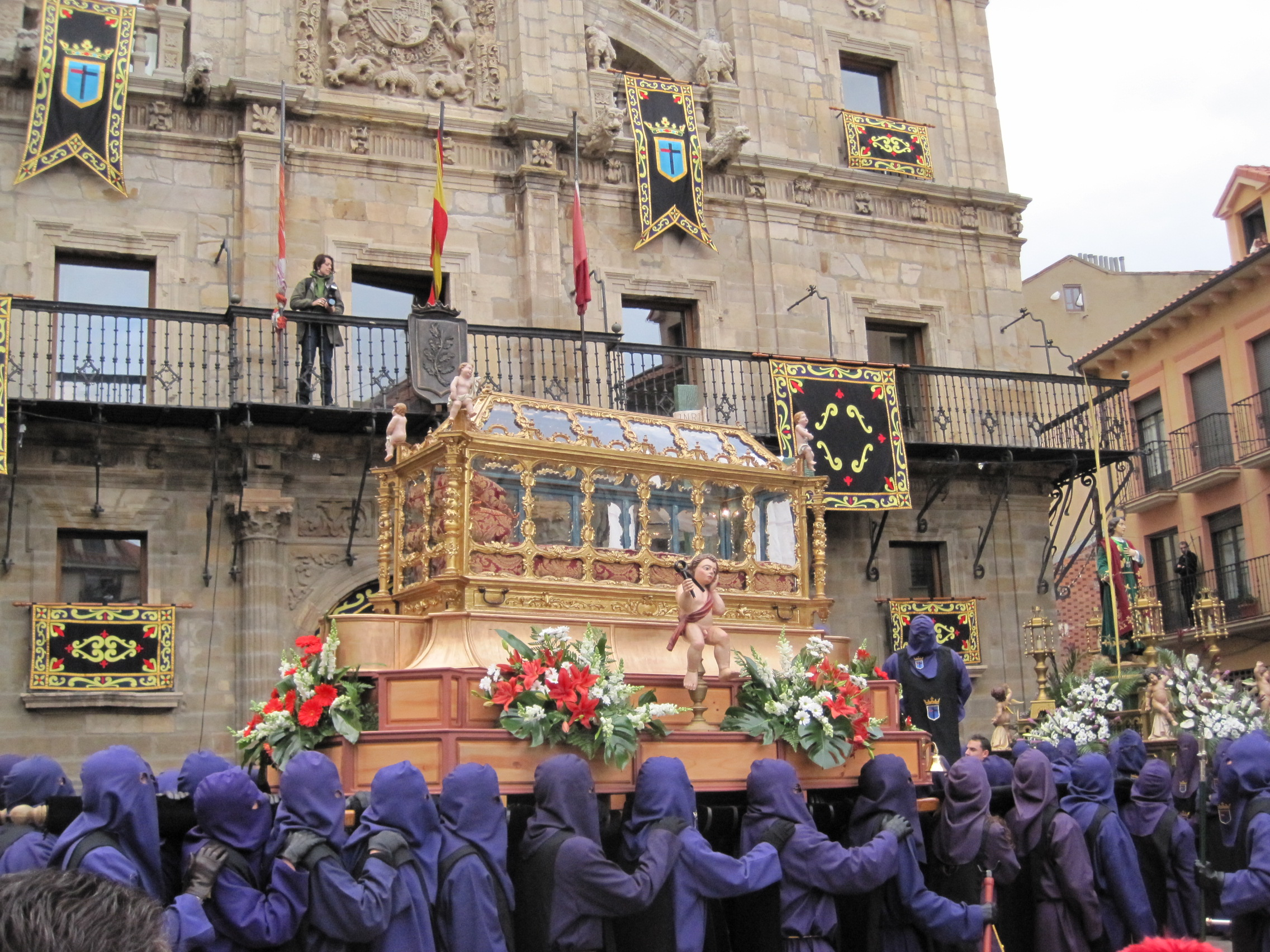
Urna para el Cristo Yacente
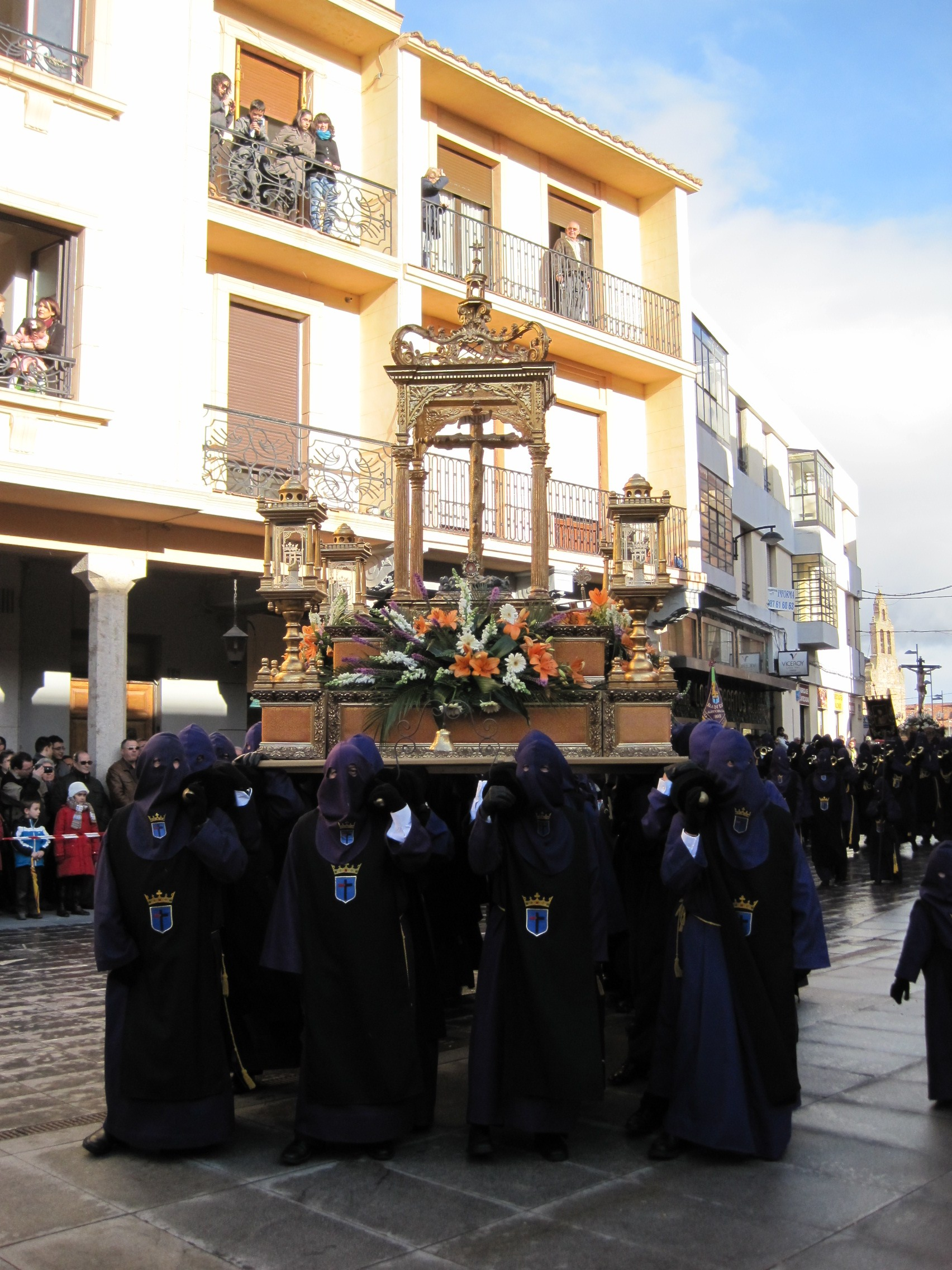
Cruz Dorada
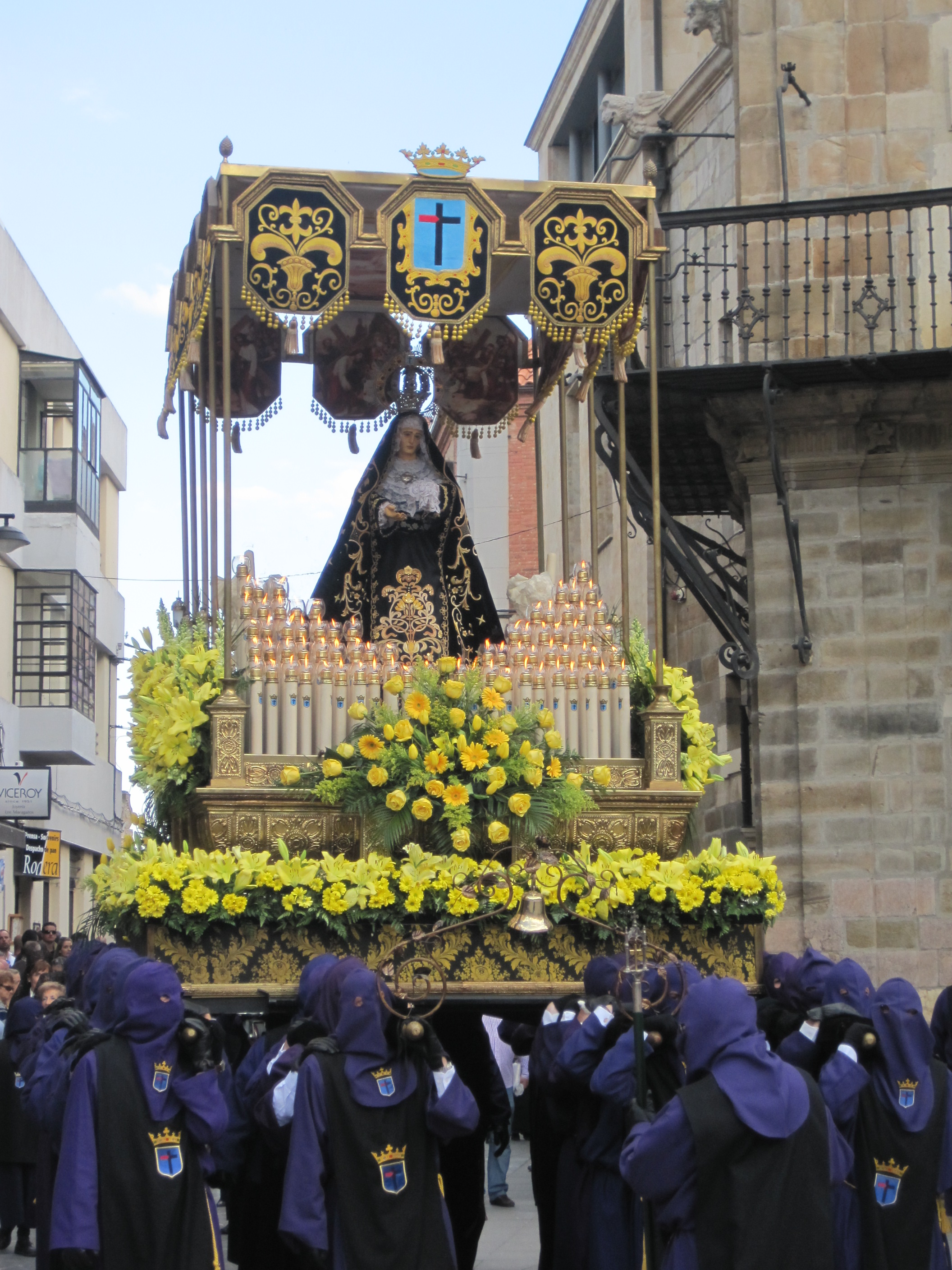
Nuestra Señora de la Soledad

- San Juan Evangelista: obra de Modesto Quílez de 1907, está realizado en madera policromada y es talla de vestir.
- Lágrimas de San Pedro: obra de Francisco Gómara de 1909. Es pujado por 40 braceros.
- Descendimiento: obra de José Romero de Tena, de 1923. Es propiedad de la Junta Profomento.
- Virgen de la Piedad: obra de José Ramón Palmero de 1995, está realizado en poliéster y madera policromada. Es pujado por 70 braceras.

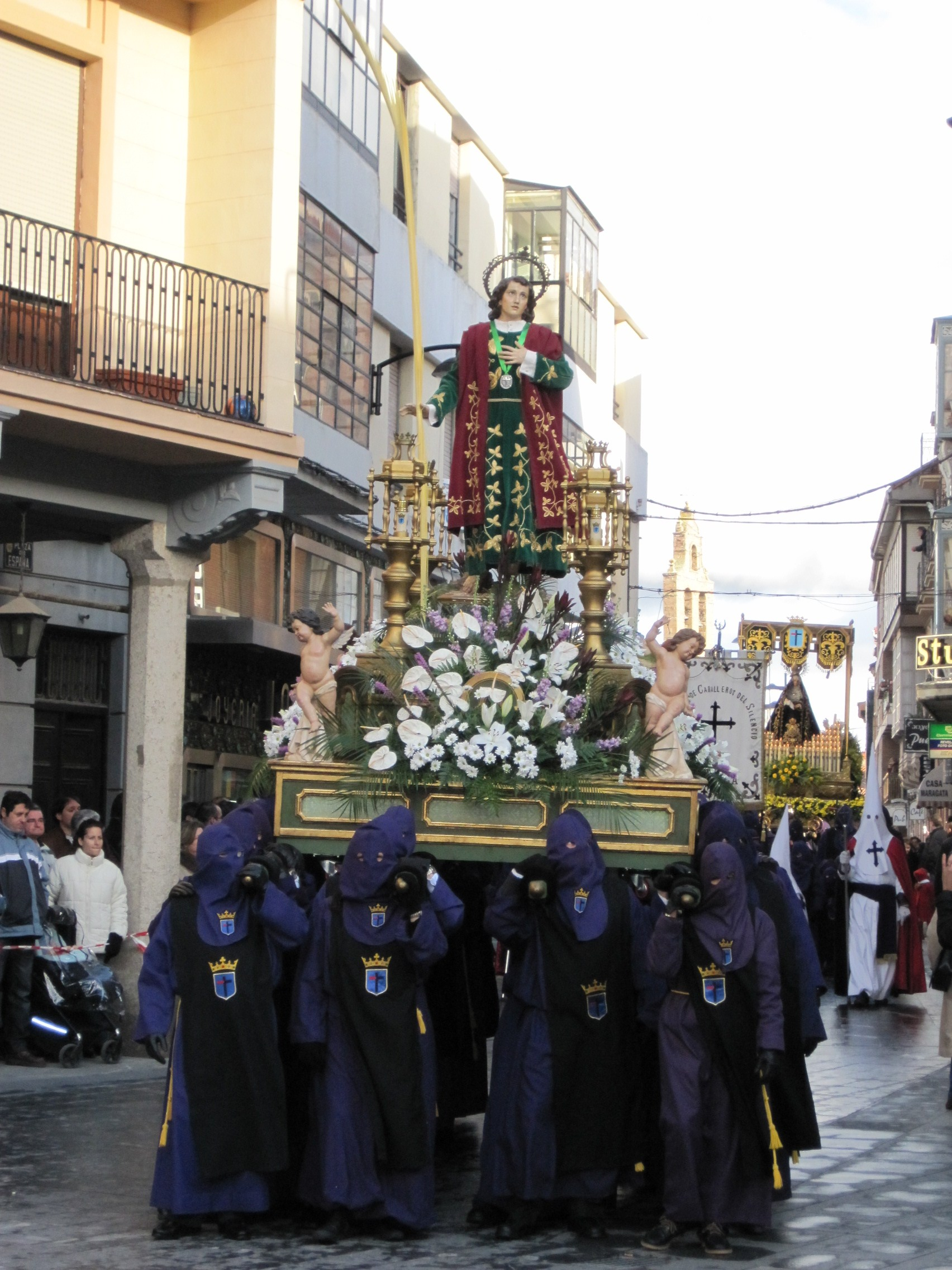
San Juan Evangelista
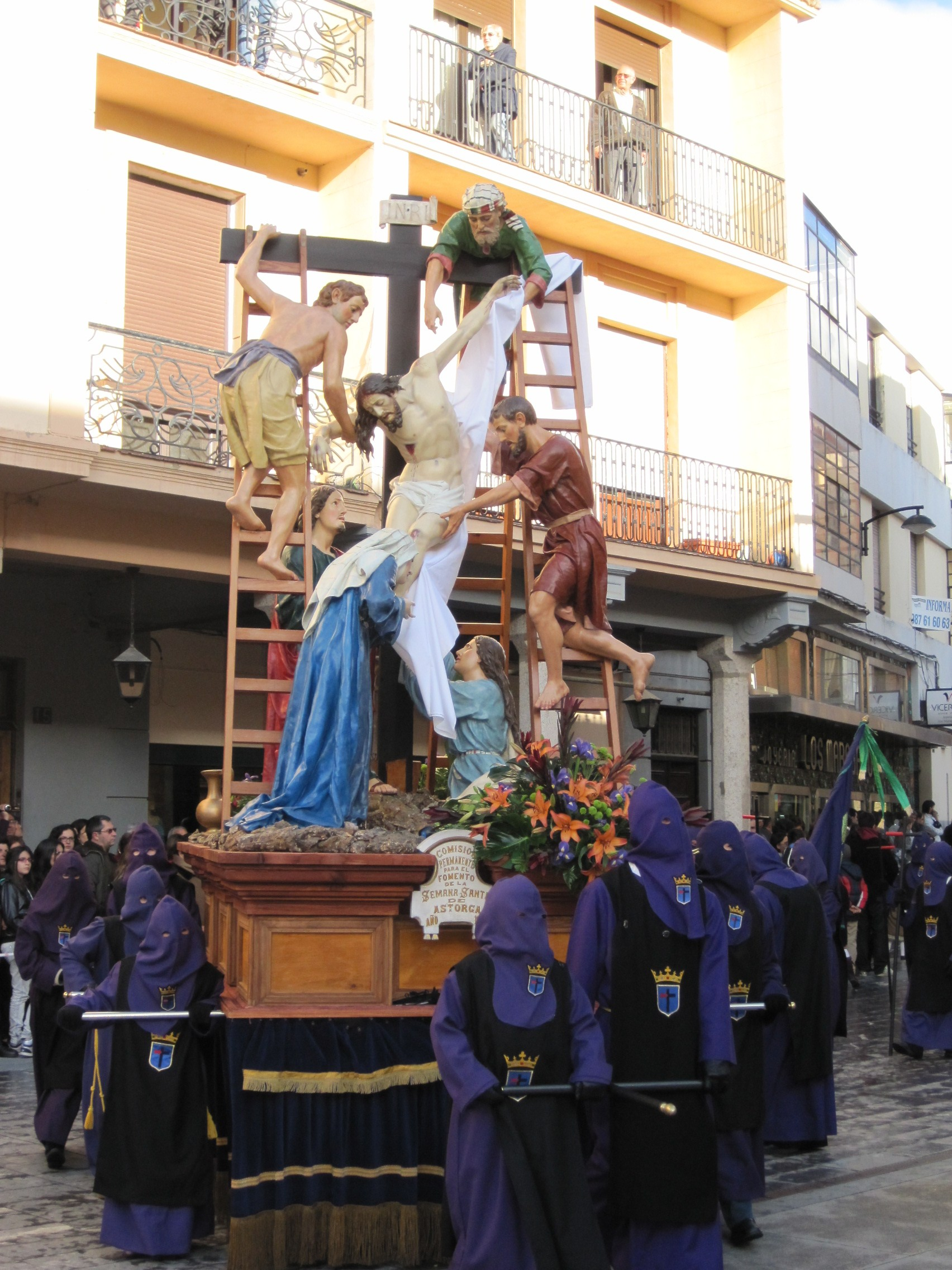
Descendimiento
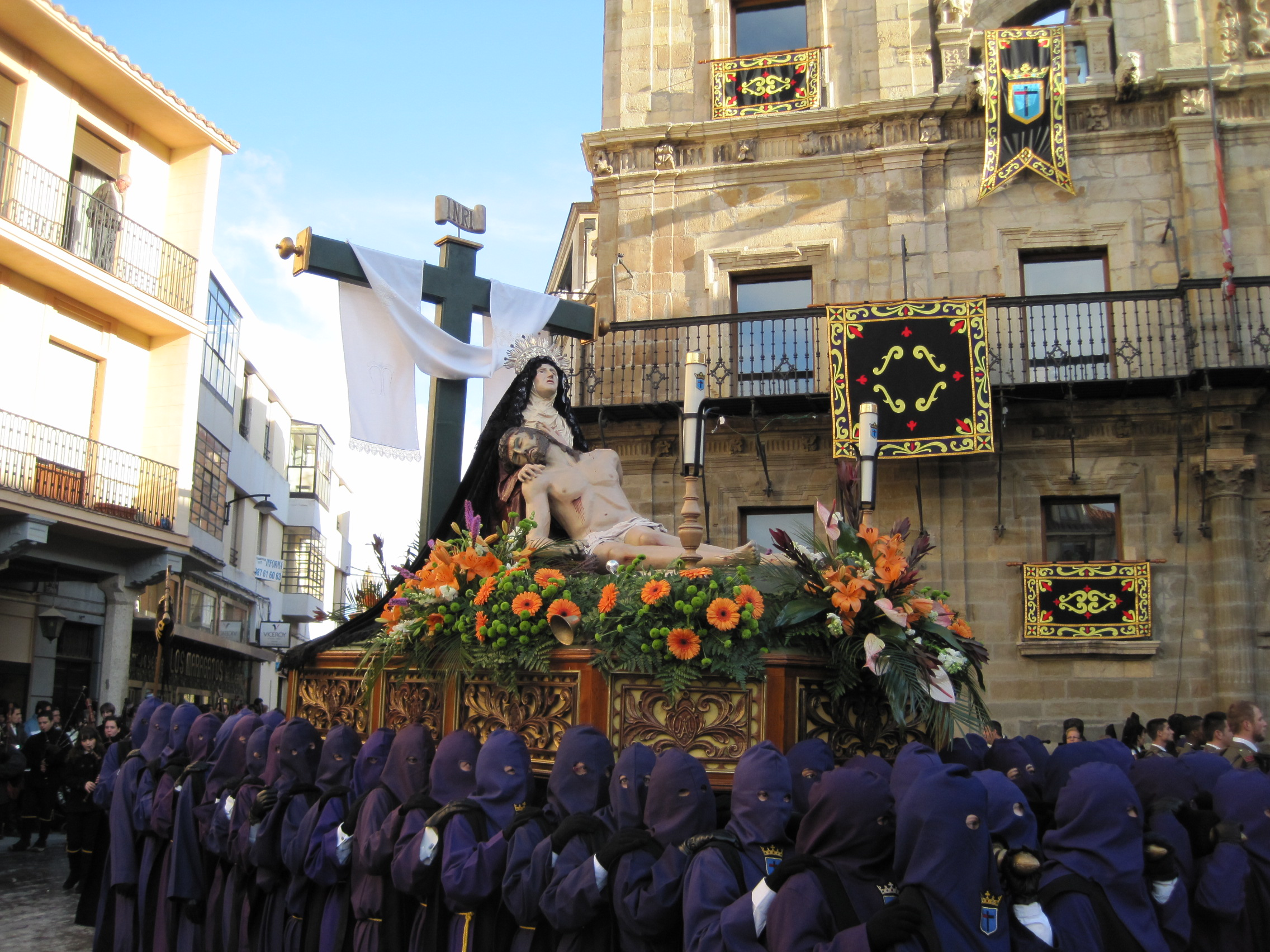
Virgen de la Piedad